# Ityogonimus lorum
Espèce
Synonymes
- Distoma lorum Dujardin, 1845[1]

Ityogonimus lorum est une espèce de vers parasites Trématodes de la famille des Brachylaimidae. Son cycle de vie complexe implique deux stades larvaires successifs dans deux escargots terrestres différents et un stade de reproduction dans le corps de taupes en Europe.

## Impact parasitaire
Ityogonimus lorum est un trématode parasite de l'intestin grêle de certaines taupes comme la Taupe d'Europe, la Taupe ibérique et la Taupe romaine, vivant dans les prairies humides et provoque chez elles des diarrhées intestinales graves, souvent mortelles,,,. Cependant des recherches en Italie concernant la Taupe romaine n'ont pas permis de trouver cette espèce, ce qui tendrait à penser qu'elle y est rare.
Ityogonimus lorum est largement répandue en Europe. Elle a été signalée au Royaume uni, en France, en Espagne, au Danemark, en Allemagne, en Autriche, en Suisse où elle semble assez rare et en Italie,,,.
Selon différentes études, environ 4O% des taupes examinées sont porteuses de ce trématode, leur nombre dans chaque hôte variant de 1 à 10 et une moyenne de 3, avec un pic d'infestation hivernal.
Deux autres espèces de trématodes infestent les taupes dans l'écozone paléarctique : Ityogonimus ocreatus (synonyme d'Ityogonimus talpae) et Combesia macrobursata. Une autre espèce de ce genre, Ityogonimus scalopi, infeste la Taupe du Pacifique en Amérique du Nord. L'infection des mammifères persisterait 150 jours et peut-être plus.
Concernant les escargots, les espèces considérées appartiennent aux genres Cernuella, Helix, Otala, Pseudotachea, Rumina et Theba. L'effet de l'infection est à priori immédiat : leur croissance est affectée le premier mois et leur mort survient au bout d'une dizaine de mois.

## Description
Ityogonimus lorum est un ver presque cylindrique en forme de botte. Au stade adulte, il mesure de 4 à 16 mm de long et 0,6 mm de diamètre dans sa plus grande largeur. Près de l'extrémité postérieure, un crochet portant les orifices sexuels fait fortement saillie. La ventouse buccale, qui sert à se fixer sur la paroi intestinale, est puissante alors que la ventouse ventrale est très faible. Le revêtement cutané est une épaisse cuticule striée. Les organes génitaux sont situés dans le tiers postérieur du Ver. Les œufs brunâtres contenus dans l'utérus très long et aux multiples circonvolutions mesurent entre 20 et 30 μm de long pour 10 à 15 μm de diamètre,. 
Deux espèces très proches mais distinctes ont été attribuées au genre Ityogonimus à partir d'intestins de taupe en Europe : I. lorum et Ityogonimus ocreatus. Dans le cas d'I. ocreatus, la ventouse ventrale est trois fois plus petite que la ventouse orale et est située derrière la terminaison antérieure des glandes vitellines. Chez I. lorum, la ventouse ventrale est plus grande que la ventouse orale et se trouve complètement devant les glandes vitellines,.

## Cycle de vie

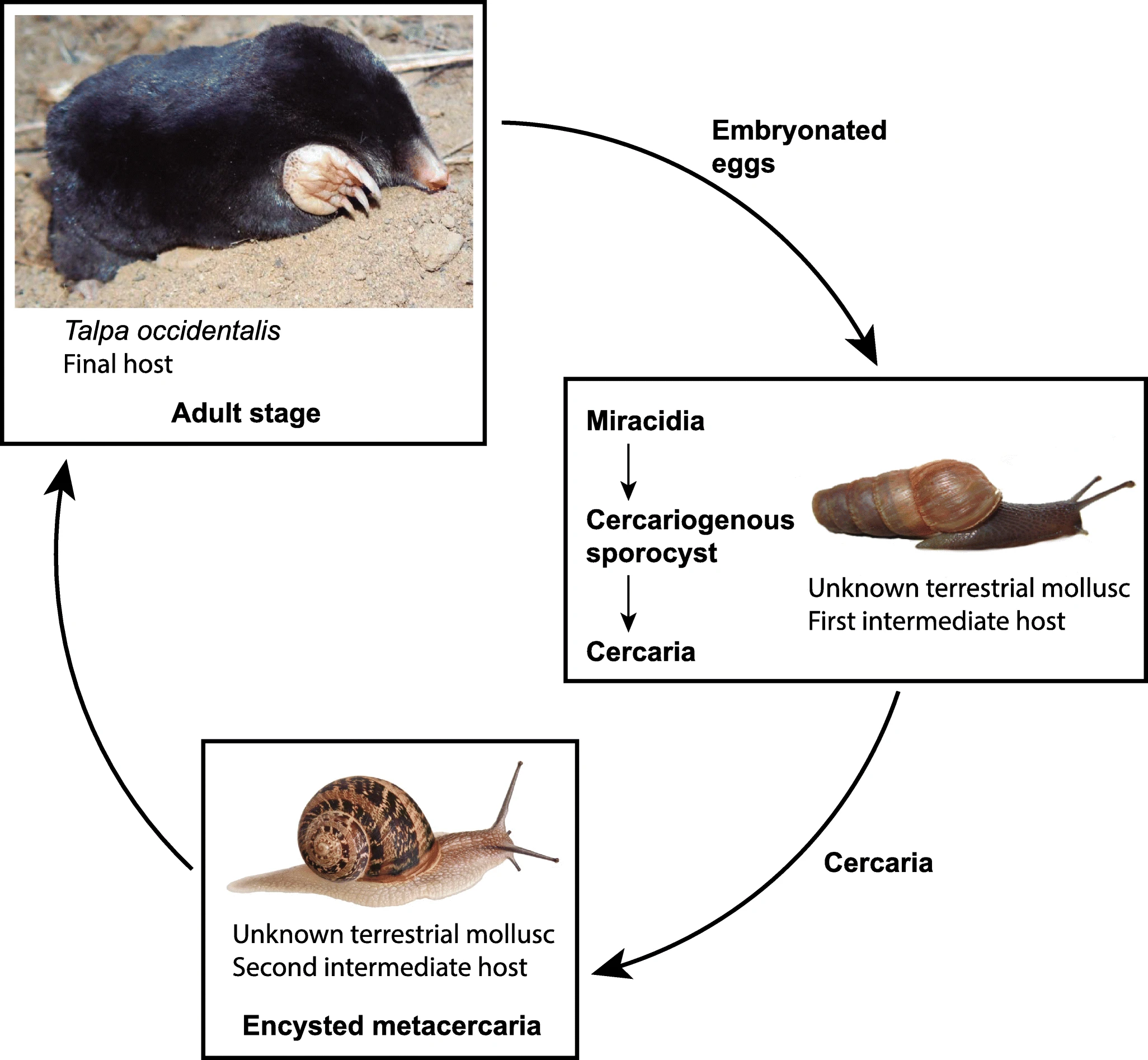
Diagramme de l'hypothétique cycle de vie d'Ityogonimus lorum

Le cycle de vie de cette espèce est encore largement inconnu. Les organismes comparables qui ont été les plus étudiés sont les Schistosomes. Ces espèces vivent dans un environnement aquatique où la larve de premier stade est équipée de cils vibratiles et d'un système nerveux lui conférant la capacité de nager librement et de localiser son escargot aquatique hôte. 
Cependant, les espèces de la famille des Brachylaimidae à laquelle appartient I. lorum accomplissent l'intégralité de leur cycle de vie dans un environnement terrestre en utilisant des escargots terrestres comme hôtes intermédiaires. De nombreux indices physiques permettent d'élaborer un cycle de vie cohérent en se basant sur d'autres espèces connues, notamment le trématode Nord-américain Postharmostomum helicis qui infecte la Souris à pattes blanches et plusieurs genres d'escargots terrestres comme Anguispira, Polygyra, Deroceras et surtout Anguispira alternata,.
L'œuf, à la coquille très résistante et contenant des réserves nutritives, est directement ingéré par une première espèce d'escargots lors de sa consommation des excréments d'une taupe infectée. L'œuf contient la larve, nommée miracidium, qui n'a ni cils, ni système nerveux. Dans ce premier mollusque hôte intermédiaire, le miracidium migre vers les intestins et subit une métamorphose, se transformant alors en un sporocyste qui produit de nombreuses cercaires. Cette production peut se dérouler durant plus d'une année. Ces cercariae sont ensuite excrétées dans la cavité du manteau de l'escargot et passent à l'extérieur par les pores respiratoires dans la traînée de bave. Les cercariae sont ensuite ingérées par un deuxième escargot hôte, les premiers étant immunisés contre cette étape. Elles passent par l'intermédiaire des pores de l'urètre et pénètrent dans l'enveloppe du cœur, dans lequel elles s'enkystent pour former des métacercariae. La taupe, l'hôte définitif, s'infecte ensuite en mangeant l'escargot. Les metacercariae atteignent le cæcum et s'y nourrissent de sang. Elles muent enfin pour donner des vers sexuellement matures qui produisent des œufs. Après maturation, ils sont éjectés avec les fèces. Un minimum de 40 semaines est nécessaire pour l'achèvement du cycle de vie,.